# V Brygada Jazdy
V Brygada Jazdy (V BJ) – wielka jednostka kawalerii Wojska Polskiego II RP.
W okresie pokoju stacjonowała w garnizonie Kraków.

## Dowódcy
- płk de Colbert (oficer francuski) od 3 lipca 1919
- płk Stefan Suszyński 21 lipca 1919-20 maja 1920 → dowódca VII BJ)
- płk Władysław Oksza-Orzechowski od 20 maja 1920
- płk Henryk Brzezowski kwiecień 1921-marzec 1924

## Pokojowe Ordre de Bataille
W 1923:
- dowództwo
- 2 pułk Szwoleżerów Rokitniańskich
- 3 pułk Ułanów Śląskich
- 8 pułk ułanów Księcia Józefa Poniatowskiego
- 5 dywizjon artylerii konnej